# Carl Munthe
Carl Fredrik Soldan Munthe, född 25 december 1880 i Örebro, död 28 april 1975 i Vänersborg, var en svensk lektor, fysiker och samlare på grammofoner och grammofonskivor. Han var sonson till Henrik Mathias Munthe.

## Biografi
Carl Munthe var son till distriktschefen Sven Munthe och Anna Brusewitz. Han tog studentexamen på latinlinjen år 1900 och avlade realexamen i Östersund 1901. Han blev filosofie kandidat 1907, filosofie licentiat 1914 och året därpå filosofie doktor i Uppsala. Munthe blev vikarierande adjunkt vid Göteborgs latinläroverk 1916 samt lektor i  matematik och fysik i Vänersborg 1918-1948. Munthe var även vice ordförande i Limmareds glasbruk 1951 och vice ordförande i Vänersborgs musikförening. Han var också medlem i Svenska fysikersamfundet, Svenska astronomiska sällskapet och Kulturen Lund. Munthe var riddare av Nordstjärneorden.
Munthe var också en stor grammofonsamlare. Mot slutet av sitt liv testamenterade Munthe sin stora samling till biblioteket i Vänersborg. Samlingen bestod även av sju högtalare med tillbehör, fyra förstärkare, två grammofoner, en radio samt 3 500 grammofonskivor med tillhörande förvaringsskåp. Munthe ville att biblioteket skulle anordna ett särskilt musikrum, där konserter kunde hållas. Det testamenterade fick dock inte lånas ut. Idag finns Munthes samling bevarad på Vänersborgs museum.
Han medverkade i TV-programmet Tekniskt magasin den 4 oktober 1959, där han visade sin grammofonsamling. Enligt Vänersborgs museum hade Munthe, för sin tid, högtalare och skivspelare av hög kvalitet. Munthe både konstruerade och ritade själv grammofoner och diverse finesser till dessa; bland annat ritade han en särskild grammofon med två skivtallrikar samt konstruerade till samma grammofon en omkopplare. Till en annan grammofon konstruerade han även en hydraulisk anordning till pickup-armen, vilket gjorde det möjligt att sätta igång grammofonen genom ett slags kontakt.
Carl Munthe var gift tre gånger; första gången 1908–1919 med Sigrid Nydal (1882–1941), andra gången 1927–1931 med fil. mag. Margareta Sjöstrand (1901–1977) och tredje gången som 89-åring 1969 med Sigrid von Post (1897–1996). Han fick tre barn: läkaren Gerd Munthe (1910–1997), folkskolläraren Valborg Lindqvist (1913–2000) och fysioterapeuten Göran Munthe (1928-2016).
Han är begravd på Boo kyrkogård i Nacka kommun tillsammans med föräldrarna.